# جزر لكديف
جزر لَكَدِيف /ˈlækədɪv/ أو جزر كَنَانور /ˈkænənɔːr/ هي إحدى مجموعات الجزر الفرعية الثلاث في إقليم اتحاد لكشديب، الهند. وهي المجموعة الفرعية المركزية من لكشديب، ويفصلها عن مجموعة جزر أمينديفي الفرعية تقريبًا خط العرض 11 شمالًا وعن جزيرة ماليكو المرجانية - في أقصى الجنوب - عن طريق خط عرض 9° شمال أو قناة مامالا.
كانت منطقة اتحاد لكشديب تُعرف سابقًا باسم جزر لكديف ومِنيكوي وأمينديفي، وغُير الاسم إلى لكشديب بموجب قانون أصدره مجلس النواب في عام 1973.
كانت مجموعة لكديف الفرعية تُعرف سابقًا باسم "جزر كنانور" على اسم مدينة كنانور الساحلية (كانور). نشأ الاسم من حقيقة انفصال المجموعة الشمالية من أمينديفي في عام 1784 عن تبعيتها لمملكة كانور (أراكال) وولائها لمملكة ميسور التابعة لسلطان تيبو، ظلت المجموعة الجنوبية موالية لكانور.